# Avengers Assemble
Avengers Assemble è una serie televisiva a cartoni animati, basata sui Vendicatori, i supereroi della Marvel Comics creati da Stan Lee e Jack Kirby. Progettata per capitalizzare il successo del film The Avengers del 2012, la serie è trasmessa negli Stati Uniti d'America da Disney XD a partire dal 26 maggio 2013. In Italia la serie è trasmessa da Disney XD a partire dal 27 ottobre 2013.
La trama della serie segue gli eventi accaduti in Avengers - I più potenti eroi della Terra, anche se si tratta tuttavia di un reboot. I protagonisti sono i Vendicatori (Iron Man, Capitan America, Thor, Hulk, Occhio di Falco, la Vedova Nera e Falcon, ai quali poi se ne aggiungeranno altri nel tempo), che devono affrontare numerose minacce come il Teschio Rosso, Thanos, Ultron, Loki ed Erik Killmonger. Nella terza stagione la serie è stata rinominata Ultron Revolution, nella quarta stagione Secret Wars e nella quinta stagione Black Panther's Quest.
Avengers Assemble, insieme ad Ultimate Spider-Man e Hulk e gli agenti S.M.A.S.H., fa parte del blocco televisivo Marvel Universe trasmesso da Disney XD. Joe Casey, Joe Kelly, Duncan Rouleau e Steven T. Seagle, conosciuti insieme come Man of Action, hanno sviluppato la serie e sono stati produttori esecutivi delle prime due stagioni.

## Trama
Dopo tanto tempo dallo scioglimento dei Vendicatori, gli Avengers (Iron Man, Captain America, Vedova Nera, Occhio di Falco, Falcon, Thor e Hulk) si riuniscono per affrontare pericolosi nemici: nella prima stagione Teschio Rosso, MODOK e la Cabala, nella seconda lo Squadrone Supremo, Thanos e Ultron, nella terza il ritorno di Ultron, il Barone Zemo e Kang il Conquistatore, nella quarta stagione la nuova Cabala, Ares e Taskmaster e nella quinta stagione Erik Killmonger e il Consiglio Ombra.

## Episodi
| Stagione         | Titoli                | Episodi | Prima TV USA | Prima TV Italia |
| ---------------- | --------------------- | ------- | ------------ | --------------- |
| Prima stagione   | N.D.                  | 26      | 2013-2014    | 2013-2014       |
| Seconda stagione | N.D.                  | 26      | 2014-2015    | 2015            |
| Terza stagione   | Ultron Revolution     | 26      | 2016-2017    | 2016-2017       |
| Quarta stagione  | Secret Wars           | 26      | 2017-2018    | 2017-2020       |
| Quinta stagione  | Black Panther's Quest | 23      | 2018-2019    | 2019            |

## Personaggi e doppiatori
Avengers 
- Tony Stark / Iron Man (stagioni 1-5): È il leader e la mente dei Vendicatori. Tolti i panni del supereroe è l'egocentrico Tony Stark, un vero e proprio genio tecnologico e uomo d'affari, proprietario delle Stark Industries. È doppiato in inglese da Adrian Pasdar (stagioni 1-3) e Mick Wingert (stagioni 4-5) e in italiano da Francesco Bulckaen.
- Steve Rogers / Capitan America (stagioni 1-5): È letteralmente un eroe d'altri tempi, sopravvissuto fino ai giorni nostri dalla Seconda Guerra Mondiale solo attraverso l'ibernazione in un blocco di ghiaccio. Combattente esperto e grande stratega dal cuore puro, il suo contributo ai Vendicatori è inestimabile. È doppiato in inglese da Roger Craig Smith e in italiano da Fabrizio Pucci.
- Thor (stagioni 1-5): È il Dio del Tuono asgardiano, figlio di Odino, e più grande guerriero del regno. Egli gode del brivido della battaglia ed è sempre desideroso di mostrare i suoi poteri per i suoi compagni di squadra, in particolare ad Hulk. È doppiato in inglese da Travis Willingham e in Italiano da Alessandro Quarta.
- Bruce Banner / Hulk (stagioni 1-4): È lo scienziato Bruce Banner che è stato trasformato in Hulk in seguito all'esposizione alle radiazioni gamma. Grazie alla sua forza sovrumana, Hulk distrugge tutte le minacce che osano disturbare la pace e l'amicizia che ha trovato nei Vendicatori. È doppiato in inglese da Fred Tatasciore e in italiano da Andrea Ward.
- Clint Barton / Occhio di Falco (stagioni 1-5): È un arciere infallibile oltre che un membro prezioso dei Vendicatori. Anche se si trova in pericolo, Occhio di Falco prende sempre tutto molto alla leggera lanciando battute come fa con le sue frecce. È doppiato in inglese da Troy Baker e in italiano da Gabriele Lopez.
- Natasha Romanoff / Vedova Nera (stagioni 1-5): Una super spia di fama mondiale e uno dei migliori agenti di S.H.I.E.L.D.. La sua mano nel combattimento corpo a corpo, l'intelligenza e l'imprevedibilità fanno di lei una grande minaccia per chiunque. È doppiata in inglese da Laura Bailey e in italiano da Domitilla D'Amico.
- Sam Wilson / Falcon (stagioni 1-4): È stato reclutato dallo S.H.I.E.L.D. dal suo idolo e mentore Tony Stark, ed è il più recente membro dei Vendicatori. Falcon è un genio con le macchine e la tecnologia, proprio come Stark. È doppiato in inglese da Bumper Robinson e in italiano da Francesco Venditti.

 S.H.I.E.L.D. 
- Nick Fury (stagione 1-2): È il direttore dello S.H.I.E.L.D. che aiuta gli Avengers in diverse situazioni nella prima e seconda stagione. È doppiato in inglese da Chi McBride e in italiano da Alessandro Rossi
- Maria Hill (stagione 2): È un agente dello S.H.I.E.L.D. molto fedele a Nick Fury. Appare solo nella seconda stagione durante la battaglia tra gli Avengers e Ultron. Il suo destino è ignoto non essendo mai più apparsa.

 Guardiani della Galassia 
- Peter Quill / Star-Lord (stagione 1-2): È il leader dei Guardiani. È doppiato in inglese da Chris Cox (1° voce) e Will Friedle (2° voce) e in italiano da Daniele Giuliani.
- Gamora (stagione 1-2): È il membro femminile dei Guardiani. È doppiata in inglese da Nika Futterman (1° voce) e Laura Bailey (2° voce) e in italiano da Letizia Scifoni.
- Drax il Distruttore (stagione 1-2): È il più forte dei membri nei Guardiani. Con le sue lame fendenti non fa scrupoli in battaglia. È doppiato in inglese da David Sobolov e in italiano da Nino Prester.
- Rocket Raccoon (stagione 1-2; 4): È un membro dei Guardiani e grande amico di Groot. È doppiato in inglese da Seth Green (1° voce) e Trevor Devall (2° voce) e in italiano da Christian Iansante.
- Groot (stagione 1-2; 4): È un membro dei Guardiani e grande amico di Rocket Raccoon. È doppiato in inglese da Kevin Michael Richardson e in italiano da Massimo Corvo.

 Altri Avengers 
- Scott Lang / Ant-Man (stagione 1-5): Un membro degli Avengers. Appare in un episodio della prima stagione, per poi riapparire nella seconda stagione, dopo che la squadra si è separata dall'esistenza di Ultron, e li aiuta a combattere e annientare egli creando un dispositivo per respingerlo. Ritorna nella terza stagione dopo che ha scoperto che Ultron è tornato e sta cercando in tutti i modi per distruggere gli Avengers, e anche nella quarta stagione che fa parte dei nuovi Avengers. È doppiato in inglese da Grant George (stagioni 1-3) e Josh Keaton (stagioni 4-5) e in italiano da Omar Vitelli.
- Hope Pym / Wasp (stagione 4): figlia di Ant-Man (Henry Pym) appare dalla quarta stagione facendo parte de I Potenti Avengers. È doppiata in inglese da Kari Wahlgren e in italiano da Giulia Santilli.
- Peter Parker / Spider-Man (stagione 1-2; 5): Appare solo in episodio della prima stagione e poi nella seconda stagione, dato che Tony lo ha fatto entrare negli Avengers dopo l'abbandono di Capitan America, ma dopo che Ultron ha distrutto metà dell'Avengers-Tower, decide di abbandonare gli Avengers. È doppiato in inglese da Drake Bell (stagione 1-2) e Robbie Daymond (stagione 5) e in italiano da Davide Perino (st. 1-2) e Alex Polidori (st. 5).
- Danny Rand / Iron Fist (stagione 4): Eroe che ha conquistato la tecnica "Iron Fist" nonché esperto di arti marziali. È doppiato in inglese da Greg Cipes e in italiano da Alessio Nissolino.
- T'Challa / Black Panter (stagione 3-5): È il re del Wakanda. Appare nella terza stagione dove aiuta gli Avengers a combattere contro il malvagio Klaw e dopo diventa un membro de I Potenti Avengers per sconfiggere lo spietato Ultron. È anche protagonista della quinta stagione. È doppiato in inglese da James Mathis III e in italiano da Roberto Draghetti (1° voce) e Paolo Vivio (2° voce).
- Carol Danvers / Capitan Marvel (stagione 3-5): Una supereroina e membro de I Potenti Avengers. È doppiata in inglese da Grey DeLisle e in italiano da Monica Ward.
- Visione (stagione 3-4): Un robot dotato di intelligenza autonoma creato da Ultron per combattere gli Avengers, si rivela capace di pensare in modo diverso dal suo creatore e provare sentimenti, e si unisce nella squadra. È doppiato in inglese da David Kaye e in italiano da Nino D'Agata (1° voce) e Mauro Gravina (2° voce).
- Kamala Khan / Ms. Marvel (stagione 3-5): Un'Inumana e membro deI Potenti Avengers. È doppiata in inglese da Kathreen Khavari e in italiano da Rossa Caputo.
- Inumani (Freccia Nera, Medusa, Gorgon, Karnak, Crystal, e Lockjaw, stagione 3; 5): Una popolazione potente che appare per la prima volta nella terza stagione. Sono doppiati in inglese da Catherine Taber (Medusa), Nolan North (Gorgon) e Fred Tatasciore (Karnak), e in italiano da Laura Lenghi, Mario Bombardieri e Francesco Prando (solo nelle parti sottolineate). Freccia Nera non parla mai per via del suoi potere; la sua voce ha una tremenda forza distruttiva; Lockjaw è una sorta di cane col potere del teletrasporto.
- Generale Thaddeus "Thunderbolt" Ross / Hulk Rosso (stagione 3-4): Una potente arma del Governo e membro de I Potenti Avengers e gli agenti S.M.A.S.H. È doppiato in inglese da Clancy Brown e in italiano da Alberto Angrisano.
- James "Bucky" Barnes / Soldato d'Inverno (stagione 2-3; 5): Vecchio amico d'infanzia di Capitan America. Fa la sua comparsa nella seconda stagione dove per vendicarsi cattura Teschio Rosso l'unica soluzione per abbattere lo spietato Thanos, ma viene poi sconfitto proprio da Rogers. Ritorna nella terza stagione dove appare in un episodio come visione di Rogers. È doppiato in inglese da Robbie Daymond e in italiano da Emiliano Coltorti.
- Dottor Strange (stagione 2-4): Un potente stregone. Appare nel finale terza stagione dove aiuta gli Avengers ad eliminare Ultron, portandolo nella Dimensione Oscura. È doppiato in inglese da Jack Coleman (1° voce) e Liam O'Brien (2° voce) e in italiano da Carlo Scipioni.
- Guardiano Rosso (stagione 3): Un'Inumano, che si chiama Il Cercatore, e aiuta gli inumani e gli avengers per contrastare l'inumano Inferno. Si rivela essere un traditore, lavorando con Ultron per un raggio per distruggere Gli Avengers. Ma dopo che Ultron è stato annientato dal raggio (che però si scopre essere sopravvissuto), quest'ultimo viene arrestato. È doppiato in inglese da Steve Blum e in italiano da Mauro Gravina.
- Uomo Radioattivo (stagione 1): È il figlio del criminale L'Uomo Molecola, appare nella prima stagione dove scappa perché Vedova Nera e Occhio di Falco li stavano dando la caccia, ma si allea con quest'ultimi per lottare contro MODOK e il nuovo prototipo di Super-Adattoide. È doppiato in inglese da Anthony Del Rio e in italiano da Alex Polidori.
- Songbird (stagione 3-4): Un membro de I Potenti Avengers, precedentemente si chiamava Mimi Spaventia ed era nei I Signori Del Male. È doppiata in inglese da Jennifer Hale e in italiano da Loretta Di Pisa.
- Ercole (stagione 4): Un possente eroe con forza sovraumane. Vecchio amico di Thor, è un dio come lui, con la differenza che proviene dall'Olimpo e non da Ásgarðr. È doppiato in inglese da Townsend Coleman e in italiano da Alessandro Budroni.
- Jane Foster (stagione 4): una dottoressa delle Stark Industries ed ex fidanzata di Thor. È doppiata in inglese da Erica Lindbeck e in italiano da Francesca Manicone.
- Howard Stark (stagione 4): Fondatore delle Stark Industries e padre del supereroe Tony Stark. È doppiato in inglese da Dee Bradley Baker e in italiano da Francesco Pezzulli.
- Peggy Carter (stagione 4-5): ex-fidanzata di Steve Rogers e tenente membro della Strategic Scientific Reserve (SSR) e cofondatrice dello S.H.I.E.L.D.. È doppiata in inglese da Hayley Atwell e in italiano da Ilaria Latini.
- Moon Knight (stagione 4): un misterioso vigilante.
- Devil Dinosaur (stagione 4): fedele dinosauro domestico e amico di Hulk e gli agenti S.M.A.S.H.
- Shuri (stagione 4-5): sorella di T'Challa e principessa del Wakanda. È doppiata in inglese da Kimberly Brooks (1° voce) e Daisy Lighfoot (2° voce) e in italiano da Erica Necci.
- Hunter / White Wolf (stagione 5): ladro e fratello adottivo di T'Challa e Shuri. È doppiato in inglese da Scott Porter e in italiano da Francesco Pezzulli.

 Cabala 
- Teschio Rosso (stagione 1-2; 4-5): Un perfido comandante della seconda guerra mondiale, e acerrimo nemico di Capitan America. Sopravvissuto agli eventi di Captain America - Il primo Vendicatore, appare nella prima stagione come antagonista principale, e leader supremo della Cabala. Nell'ultimo episodio della prima stagione si scopre che voleva tradire i suoi compagni di squadra, eliminandoli attraverso un portale, e ottiene il potere assoluto del Cubo Cosmico, ma viene sconfitto dai suoi vecchi compagni di squadra dopo che questi si sono alleati con gli Avengers. Si salva miracolosamente e ritorna nella seconda stagione, il quale ha catturato Capitan America, per distruggerlo grazie ai poteri del malefico Dormammu, ma viene poi sconfitto da Occhio di Falco e da Ant-Man, salvando Rogers e facendo esplodere la sua isola. In seguito ritorna nella quarta stagione, dove vuole la sua vendetta nei confronti degli Avengers. In inglese è doppiato da Liam O'Brien e in italiano da Luca Biagini.
- MODOK (stagione 1-2; 4): Una potente mente amico di Teschio Rosso il quale lo tradisce dopo che ha scoperto che Teschio lo voleva tradire. È doppiato in inglese da Charlie Adler e in italiano da Sergio Lucchetti.
- Attuma (stagione 1-2; 5): Il signore dei mari, membro della Cabala e nemico degli Avengers. È doppiato in inglese da Dwight Schultz (stagione 1-2) e Dan Donahue (stagione 5) e in italiano da Paolo Marchese.
- Dracula (stagione 1; 4): Il crudele signore dei vampiri. È doppiato in inglese da Corey Burton e in italiano da Mimmo Strati.
- Super-Adattoide (stagione 1): Un astuto e potente Robot, membro della Cabala.
- Dottor Destino (stagione 1): Il diabolico re di Latveria, si scontra spesso con gli Avengers. Questi rifiuta di essere un membro della Cabala, e così viene inseguito da Teschio e la sua squadra, il quale viene però salvato dagli Avengers, ma si scopre che Destino li ha ingannati per rubare i dati dell'Avengers-Tower, ma Capitan America ha scoperto del suo inganno e così riesce a sconfiggerlo, riportandolo a Latveria, il quale gli dice che se oserà lasciare Latveria, verrà arrestato. È doppiato in inglese da Maurice LaMarche e in italiano da Stefano Benassi.
- Hyperion (stagione 1-2): Un membro della Cabala e successivamente dello Squadrone Supremo. È doppiato in inglese da Dean Edwards e in italiano da Gabriele Sabatini.
- Kang il Conquistatore (stagione 3-4): Un freddo conquistatore del futuro, appare nella terza stagione, il quale rapisce gli Avengers e li porta nella sua epoca, il quale si alleano con i ribelli, e Capitan America lo porta nell'era preistorica, abbandonandolo. Successivamente Kang afferma che ritornerà. È doppiato in inglese da Steve Blum e in italiano da Francesco De Francesco.
- Capo (stagione 3-4): Un folle e spietato scienziato, in grado di entrare le menti altrui. È doppiato in inglese da James Arnold Taylor e in italiano da Christian Iansante.
- Incantatrice (stagione 4): Spietata nemica di Thor, verso cui nutre un morboso interesse sentimentale. È doppiata in inglese da Fryda Wolff e in italiano da Laura Lenghi.
- Skurge L'Esecutore (stagione 4): Guerriero asgardiano, storico nemico di Thor. Follemente innamorato di Incantatrice. È doppiato in inglese da Jim Cummings e in italiano da Roberto Certomà.
- Arnim Zola (stagione 4-5): Il capo scienziato dell'HYDRA, appare nella quarta stagione. È doppiato in inglese da Mark Hamill e in italiano da Massimo Bitossi.

 Altri nemici 
- Thanos (stagione 1-2): Lo spietato titano della galassia. Appare nell'ultimo episodio della prima stagione e appare in cinque episodi della seconda, il quale lo fa antagonista principale della seconda stagione, con l'obiettivo di recuperare le cinque gemme dell'infinito per conquistare l'universo. Viene poi sconfitto dagli Avengers dopo che Vedova Nera ha convinto Iron Man a dare tanta energia a Thanos, il quale ne rimane sconfitto. È doppiato in inglese da Isaac Singleton Jr. e in italiano da Alessandro Rossi.
- Ultron (stagione 2-3): Una malefica e spietata intelligenza artificiale. Mostra la sua vera natura dopo che gli Avengers hanno recuperato il guanto dell'infinito di Thanos, e afferma che la razza umana sarà annientata. Viene poi sconfitto nell'episodio L'attacco di Ultron venendo lanciato in una grossa nebulosa venendo distrutto. Riesce a sopravvivere e ritorna nella terza stagione dove è stato recuperato da alcuni agenti dell'A.I.M., e ritorna grazie ai poteri del nuovo prototipo dell'adattoide e dell'intelligenza artificiale del capo dell'A.I.M. Lo Scienziato Supremo. Nell'ultimo episodio della terza stagione viene nuovamente sconfitto dopo che Dottor Strange ha rinchiuso Ultron nell'armatura di Tony e lo imprigiona nella Dimensione Oscura. È doppiato in inglese da Jim Meskimen e in italiano da Stefano Alessandroni.
- Dormammu (stagione 2-3): Il malefico signore della Dimensione Oscura. Appare in un episodio della seconda stagione dove vuole a tutti i costi le gemme dell'infinito, ma viene poi respinto da Vedova Nera usando le gemme dell'infinito, facendolo tornare nella Dimensione Oscura. È doppiato in inglese da Phil LaMarr e in italiano da Wladimiro Grana.
- Loki (stagione 1-2; 4): Il perfido fratello di Thor, dove appare nella prima stagione per aiutare gli Avengers a combattere contro il Dottor Destino, e si scopre che li voleva ingannare, ma che viene sconfitto da Thor. Ritorna nella seconda stagione, dove si è alleato con la spietata regina del Valhalla Hela, per affrontare Hulk e Thor in un combattimento sotto gli occhi di Hela, ma essa scopre che lo ha ingannato, e lo imprigiona nel suo regno, ritorna poi nell'episodio Ritorno all'Istituto di apprendimento, dove elabora un piano di fuga per vendicarsi di Thor che lo ha abbandonato, ma viene poi sconfitto dagli altri Avengers, e alla fine verrà imprigionato in una cella di Asgard. È doppiato in inglese da Troy Baker e in italiano da Alberto Bognanni.
- Barone Zemo (stagione 3-5): Un cinico e crudele barone della seconda guerra mondiale. Appare nella terza stagione dove elabora un piano per la distruzione di Capitan America e degli Avengers, alleandosi con I Signori Del Male, il quale questi si travestono da Thunderbolts, ma Occhio di Falco sapeva che qualcosa non andava in loro dopo uno scontro con il malvagio Klaw, e per questo decide di inseguirli scoprendo la verità. Ma I Signori Del Male / Thunderbolts scoprono la vera natura di Zemo quando li voleva eliminare insieme agli Avengers, e per questo si alleano con loro per sconfiggerlo, e alla fine egli scompare lasciando credere che il suo destino sia ignoto. Insieme ad altri cattivi, Zemo risorge e vuole vendicarsi degli Avengers. È doppiato in inglese da David Kaye e in italiano da Carlo Scipioni.
- Justin Hammer (stagione 1): Lo spietato direttore delle Hammer Industries, e avversario di Stark. È doppiato in inglese da Nolan North e in italiano da Stefano Brusa
- Squadrone Supremo (stagione 2): Un potentissimo squadrone che appare nella seconda stagione, con l'obiettivo di eliminare Gli Avengers e conquistare il mondo. Ma vengono poi sconfitti dagli Avengers dopo che questi si sono alleati con Ant-Man e riescono a sconfiggerli e a catturarli
- Squadra Distruttrice (stagione 1): Una squadra di criminali che appare nella prima stagione dopo che Hawkeye e Vedova Nera gli hanno sconfitti dopo una battaglia prima di sapere perché Attuma vuole un potente artefatto.
- Uomo Impossibile (stagione 1-3): Un alieno che appare nell'episodio Avengers: Impossibile, il quale voleva che gli Avengers lottassero per lui contro i Chitauri, e dopo afferma che ritornerà. È doppiato in inglese da Jim Cummings e in italiano da Francesco Meoni.
- Zzzax (stagione 1): Supercriminale elettrico e nemico di Hulk.
- Mojo (stagione 1): Un direttore di un programma televisivo e nemico degli X-Men nella galassia il quale vuole che Hulk e Hawkeye lottassero per lui, ma alla fine viene scoperta la sua vera natura.
- Galactus (stagione 1): Il cinico e spietato divoratore di pianeti che appare nella prima stagione il quale prende il controllo di Iron Man per portarli alla terra. Ma viene poi sconfitto dopo che Avengers si sono alleati con Guardiani della Galassia, il quale riacquisiscono il loro amico, e distruggono la sua nave. È doppiato in inglese da John DiMaggio e in italiano da Marco Pagani.
- Ringmaster (stagione 1): Il perfido direttore del Circo del Crimine, il quale tempo addietro ne faceva parte anche Hawkeye. Ha preso il controllo di tutti gli Avengers (tranne Hawkeye e Falcon), che viene poi sconfitto dall'arrivo di Nick Fury e dello S.H.I.E.L.D.. È doppiato in inglese da Jim Cummings e in italiano da Antonio Palumbo.
- Sinistro Mietitore (stagione 1-2): Un sinistro mietitore il quale fa la sua comparsa nel primo episodio della seconda stagione, dove cerca di distruggere una base dello S.H.I.E.L.D. per prendere tutta l'energia, ma viene poi sconfitto dall'arrivo di Iron Man e Thor.
- Hela (stagione 2): La spietata regina del Valhalla, fa la sua comparsa nella seconda stagione, dove ha stretto un accordo con Loki, ma tradisce l'accordo dopo che ha scoperto che l'ha ingannata. È doppiata in inglese da Vanessa Marshall e in italiano da Claudia Razzi.
- Uomo Assorbente (stagione 2-4): un astuto e sinistro criminale che diventa ciò che tocca e marito di Titania.
- Titania (stagione 2): donna dalla forza sovrumana e moglie dell'Uomo Assorbente.
- Avanzate Idee Meccaniche (stagione 1;3): Una malvagia cospirazione che appare nel primo episodio della terza stagione.
- Dinamo Cremisi (stagione 2): Un membro della Winter Guard.
- Fin Fang Foom (stagione 2): Un malefico mostro che appare e viene sconfitto da Ant-Man nell'episodio Un nuovo Avenger.
- Turbine (stagione 3): Un membro de I Signori Del Male.
- Scarabeo (stagione 3): Un membro de I Signori Del Male e nemico di Spider-Man.
- Klaw (stagione 3; 5): Un malvagio criminale che staziona nel Wakanda. Appare in due episodi della terza stagione nell'episodio Smascherati dopo venire sconfitto da uno scontro dagli Avengers e dai Thunderbolts, e nell'episodio L'ira di Black Panther come antagonista principale. È doppiato in inglese da David Shaughnessy (stagione 3) e Trevor Devall (stagione 5) e in italiano da Francesco De Francesco.
- Whiplash (stagione 3): Un pericoloso criminale che appare nella terza stagione. È doppiato in inglese da Troy Baker.
- Barone Strucker (stagione 3): Il malvagio barone dell'HYDRA. Appare nella terza stagione. È doppiato in inglese da Robin Atkin Downes e in italiano da Dario Oppido.
- Vedova Nera II (stagione 3-5): la crudele apprendista del Barone Strucker. È doppiata in inglese da Julie Nathanson e in italiano da Monica Vulcano.
- Abominio (stagione 3): Nemico di Hulk, si è scontrato più volte con i Vendicatori.
- Crossbones (stagione 1; 3-5): Uno spietato assassino mandato dall'HYDRA per uccidere Pantera Nera, ma viene contrastato dall'arrivo di Capitan America e da Pantera Nera. È doppiato in inglese da Fred Tatasciore e in italiano da Mauro Magliozzi.
- Testa d'Uovo (stagione 3): Un folle scienziato che appare nella terza stagione.
- Raggio X (stagione 3): Un membro de I Signori del Male.
- Moonstone (stagione 3): Un membro de i signori del male.
- Truman Marsh (stagione 3): Uno spietato agente governativo che appare nella terza stagione. Si dà il compito di comandare gli Avengers dopo gli ultimi scontri avuti con Hulk ed è per questo che caccia Hulk dalla squadra e lo sostituisce con Hulk Rosso, ma dopo che Il Capo trasforma Rulk in un'arma distruttiva, convinto dagli altri a far rientrare Hulk, alla fine lo fa rientrare. Si allea con gli Inumani per un progetto per farli trasmettere, ma dopo che gli Avengers si sono rifiutati vengono sostituiti da I Potenti Avengers, ma dopo anche loro si rifiutano di eseguire gli ordini di Marsh quando ordina di sterminare tutti gli Inumani dopo che si sono ribellati. Alla fine quando gli Avengers, vecchi e nuovi si preparano ad affrontare Marsh questi si rivela essere Ultron che è sopravvissuto alla morte, e ha creato delle sentinelle per eliminare gli Avengers e gli umani. È doppiato in inglese da William Salyers e in italiano da Franco Zucca.
- Ares (stagione 4): Meschino Dio della guerra, proviene dall'Olimpo e antico nemico di Thor e Ercole. È doppiato in inglese da Diedrich Bader e in italiano da Alessandro Ballico.
- Taskmaster (stagione 4-5): Un cinico e diabolico criminale mascherato e avversario di Spider-Man. È doppiato in inglese da Clancy Brown e in italiano da Alberto Angrisano.
- Dottor Faustus (stagione 4): Un supercriminale nazista e nemico di Capitan America. È doppiato in inglese da Steve Blum e in italiano da Mauro Magliozzi.
- Madame Masque (stagione 4-5): Una scienziata dell'Hydra e arcinemica di Iron Man. È doppiata in inglese da Fryda Wolff e in italiano da Guendalina Ward.
- Barone Mordo (stagione 4): un mago potente e malvagio e nemico di Dottor Strange.
- Arcano (stagione 4): è un'entità cosmica che rapisce tutti i supereroi e i supercriminali dell'universo Marvel per farli combattere in un altro pianeta chiamato Battleworld.
- Typhoid Mary (stagione 4-5): un ninja assassino e nemico di Daredevil.
- Morgana (stagione 4): una terribile strega e nemica degli Avengers.
- Kraven il cacciatore (stagione 5): nemico di Spider-Man e di Black Panther. È doppiato in inglese da Troy Baker e in italiano da Metello Mori.
- Squalo Tigre (stagione 5): generale di Attuma e nemico degli Avengers. È doppiato in inglese da Matt Marcer e in italiano da Roberto Fidecaro.
- N'Jadaka / Erik Killmonger (stagione 5): nemico di Black Panther e Shuri. È doppiato in inglese da Mick Wingert e in italiano da Simone Crisari.
- M’Baku (stagione 5): nemico di Black Panther e Shuri. È doppiato in inglese da Ike Amadi e in italiano da Dario Oppido.
- Zanda (stagione 5): potente e letale strega muta forma e nemica di Black Panther. È doppiata in inglese da Catherine Taber e in italiano da Roisin Nicosia.
- Avvoltoio (stagione 5): uno scienziato nemico di Spider-Man, dotato di una tuta alata. È doppiato in inglese da Trevor Devall e in italiano da Francesco Sechi.

## Produzione

### Concezione e sviluppo
(Jeph Loeb a TVGuide.com)
Secondo Jeph Loeb, presidente della Marvel Television e produttore della serie, Avengers Assemble avrebbe dovuto ricreare i toni e l'atmosfera del film The Avengers del 2012 sia in termini di design che di personaggi (Capitan America, Iron Man, Thor, Hulk e Vedova Nera con l'aggiunta del nuovo arrivato Falcon). Il progetto è prodotto completamente in azienda insieme a Ultimate Spider-Man e Hulk e gli agenti S.M.A.S.H.. La serie è caratterizzata da una combinazione di animazione in 2D e CGI. Ogni episodio è progettato per essere autonomo, con un'apertura fredda e un focus su un singolo personaggio o su una serie di protagonisti. Nel pieno di un episodio, il formato dello schermo passerà dalle proporzioni widescreen al rapporto di compromesso in formato letterbox 2,35: 1; questo, come molti recenti programmi televisivi, viene prodotto per dare l'impressione di un film cinematografico. Dopo che la scena in questione finisce, l'immagine tornerà al widescreen. Per accompagnare gli episodi, Marvel Comics ha realizzato un fumetto tie-in mensile a partire dall'ottobre 2013, oltre a un commento dell'autore nell'episodio del giorno precedente con un'intervista esclusiva al produttore Cort Lane sul sito Web della Marvel come nell'episodio "Ghost of a Chance". Negli Stati Uniti, i primi due episodi della serie sono stati mostrati insieme in un evento della durata di un'ora.
Eric Radomsky è stato incaricato della produzione, sulla base del fatto che era presente ogni volta che c'era un significativo salto nell'animazione, come è avvenuto anche nella serie Batman del 1992.
Lo spettacolo è stato rivelato per la prima volta al pubblico in un teaser reel al Comic-Con International di San Diego 2012. Loeb ha risposto a proposito del rapporto che c'è tra Avengers Assemble e Avengers - I più potenti eroi della Terra: "Non stiamo dicendo in alcun modo che gli I più potenti eroi della Terra non siano mai accaduti: vedrete una conclusione epica e poi direte: "Oh, che cosa succederà?". Più tardi quell'anno al New York Comic Con, sono state rivelate le identità della maggior parte del cast principale.

### Rinnovi
Il 26 luglio 2014, Disney XD ha rinnovato la serie per una seconda stagione, andata in onda in anteprima il 28 settembre 2014. Una terza stagione intitolata Avengers: Ultron Revolution, è stato annunciato il 1º giugno 2015. La terza stagione è stata trasmessa in anteprima su Disney XD il 13 marzo 2016. Una quarta stagione è stata annunciata il 23 luglio 2016 al San Diego Comic-Con, intitolata Avengers: Secret Wars. Il 22 luglio 2017 la Disney ha annunciato che la serie è stato rinnovata per una quinta stagione al SDCC2017 e che si intitolerà Black Panther's Quest.

## Distribuzione
Avengers Assemble ha debuttato il 26 maggio 2013 con uno speciale della durata di un'ora. È stata seguita dalla prima ufficiale il 7 luglio 2013. Il primo episodio è stato reso disponibile gratuitamente su iTunes il 21 maggio 2013. La serie ha debuttato su Teletoon in Canada il 6 settembre 2014. In Australia su Disney XD è stata trasmessa in anteprima il 12 ottobre 2014, mentre in Africa, il 15 ottobre 2013. La seconda stagione ha debuttato in Africa il 9 marzo 2015. In India è stata trasmessa in anteprima il 15 dicembre 2013.